# Xchange
『Xchange』（エックスチェンジ）は、1997年10月24日にCROWDから発売されたWindows用18禁恋愛アドベンチャーゲーム、およびシリーズ作品名。
本作は、性転換（TSF）を題材にしたアダルトゲームであり、TSFを題材としたアダルトゲームの走りともいわれている。
以後シリーズ化され、現在までに6作（復刻版・リメイクなどを含めると13作）が発売されている。なお、『Xchange3』までは本作の主人公である相原拓也（相原たくや）を主人公にしたシリーズであり、『Yin-Yang! X Change Alternative』以降はシリーズ名を冠しているものの、世界観は別の物語となっている。
また、本作の廉価版やリメイク版も存在する。2000年9月14日にはパッケージを変更した廉価版『Xchange 復刻版』が、2004年10月1日にはフルボイス化・CGリニューアル・キャラクターとシナリオを追加したリメイク版『XchangeR』（エックスチェンジ・リメイク）がそれぞれ発売された。なお、『XchangeR』は2004年10月15日発売の『Xチェン-BOX』（ペケチェンボックス）にも収録されている。
他にも1998年に、清水マリコによる小説版がパラダイムノベルスから発売されている。

## 物語
科学部に所属する相原拓也は、ある日怪しげな薬を浴びて女の子（たくや）になってしまう。それからというもの、痴漢には遭うわ、義理の姉や保健室の女教師には弄ばれるわでエッチな体験の連続であった。
エンディングは全部で7つ存在しており、拓也が男に戻って意中の相手と結ばれるものもある。

## 登場キャラクター
相原 拓也（あいはら たくや）
宮野森学園2年生で、科学部に所属している。ある日、怪しげな薬をかぶって女の子になってしまう。
相原 たくや（あいはら たくや）
拓也の女の子バージョン。身体の女性化と同時に言葉遣い等精神も女性化している。
片桐 明日香（かたぎり あすか）
拓也の幼なじみで同級生。勝気なところがある。
佐藤 麻美（さとう あさみ）
宮野森学園3年生。両親は著名な科学者で、自身も科学部で部長を務めている。
工藤 弘二（くどう こうじ）
宮野森学園1年生。女になったたくやにラブレターを送ってくる。
相原 夏美（あいはら なつみ）
拓也の義理の姉で、よく拓也をいじめる。宮野森学園出身。
松永 啓子（まつなが けいこ）
宮野森学園の保健教諭。かわいい女の子に目がない。
宮永 浩
拓也のクラスの担任。
寺田
宮野森学園の体育教師で、生徒たちに嫌われている。

## スタッフ
- 企画 - OCT-X
- キャラクターデザイン・原画 - 赤碕やすま[1]
- シナリオ - 八雲意宇
- Xchange R追加シナリオ - 騎西ソアラ

## シリーズ作品
ここでは廉価版を含むパッケージ販売された作品を記述し、ダウンロード版や機種移植版は除外する。
- Xchange - 1997年10月24日発売
  - Xchange 復刻版 - 2000年9月14日発売
  - XchangeR - 2004年10月1日発売
- Xchange2 - 1999年8月27日発売
  - Xchange2 復刻版 - 2002年12月12日発売
  - Xchange2R - 2004年10月15日発売
- Xchange3 - 2004年6月25日発売
  - Xchange3 復刻版 - 2005年10月21日発売
- Yin-Yang! X Change Alternative - 2004年10月29日発売
  - Yin-Yang! X Change Alternative 復刻版 - 2005年10月21日発売
- X Change Alternative2 - 2008年9月26日発売
- Yin-Yang! X Change EX - 2012年11月22日発売
- Xチェン-BOX - 2004年10月15日発売（『Xchange 復刻版』『Xchange2 復刻版』を同梱）
- Xチェン-BOX2 - 2005年10月21日発売（『Xchange3 復刻版』『Yin-Yang! X Change Alternative 復刻版』を同梱）

## 評価
書籍『電脳美少女虎の巻』では、システムがオーソドックスだとしつつも、メッセージスキップ機能があって遊びやすいと評価されている。また、同書ではTSFというドタバタ劇の典型でありながらも、メインキャラクターたちが素直であるため、感情移入がしやすい点も評価され、メインキャラクターの感情をしっかり描こうという姿勢がよく表れたとされている。一方で、薬の作用があるにしても、たくやが男に犯されて感じてしまうのは違和感があったという指摘もある。
ライターの森瀬繚は、雑誌「メガストア」に連載していたコラムの中で本作について触れ、赤碕やすまのキャラクターデザインも相まって、女体化作品でありながら「男の娘」という需要を切り開いた作品であるとしている。